# Референдум о сохранении монархии в Греции (1946)

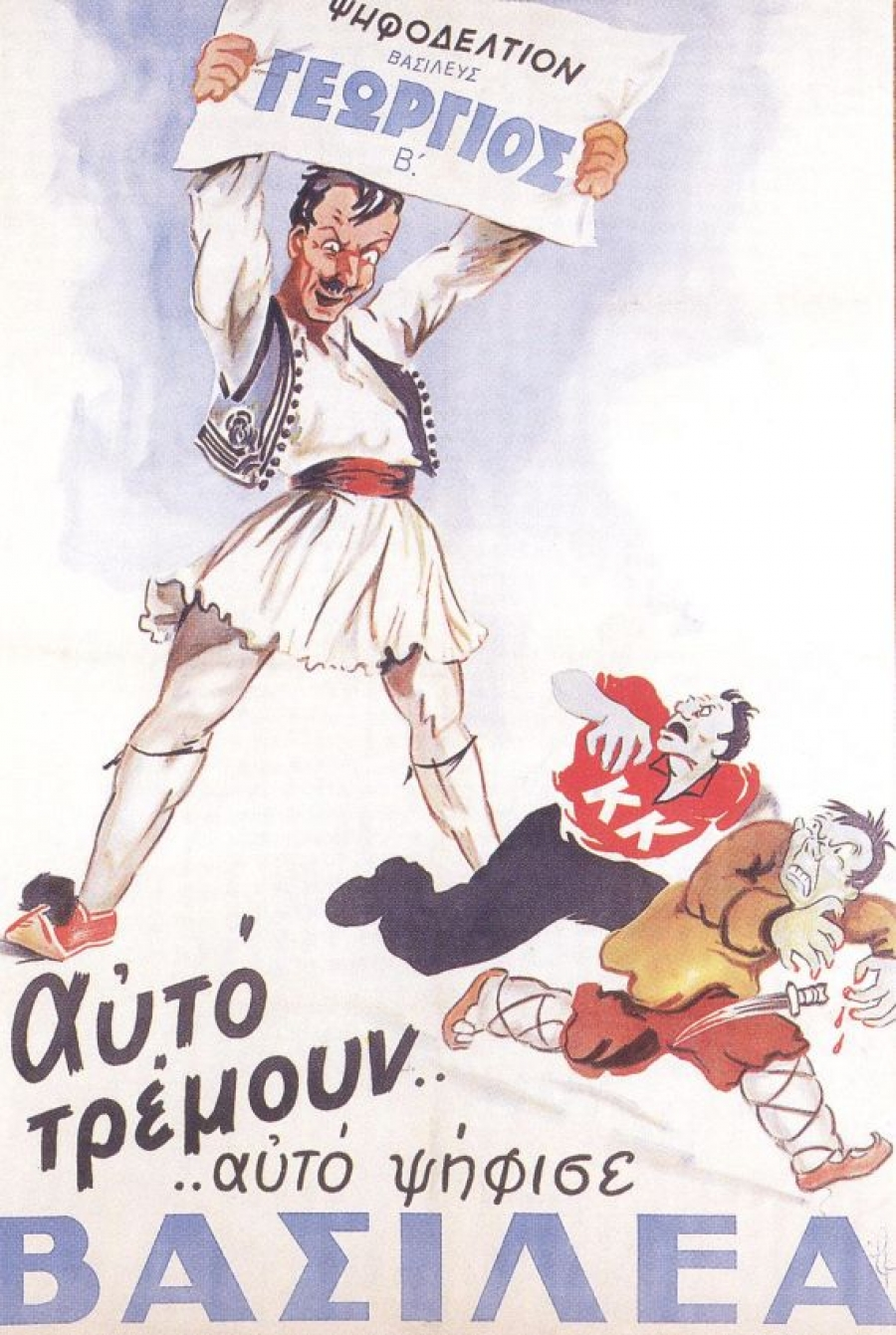
Антикоммунистический плакат во время референдума в пользу Георгия II: «Вот чего они боятся! Голосуйте за короля!»

Референдум о сохранении монархии в Греции состоялся 1 сентября 1946 года. Идею сохранения института монархии поддержали 68,4% избирателей при явке 88,6%.

## Предпосылки
Референдум был четвертым с 1920 года по вопросу о статусе монархии в стране. На парламентских выборах 1946 года уверенного успеха добились правые партии, которые поддерживали идею сохранения монархии. Новое консервативное правительство Константиноса Цалдариса было благосклонно настроено к королю Георгу II, но на результат референдума больше повлияла атмосфера надвигающейся гражданской войны.
Референдум состоялся после того, как ЭАМ–ЭЛАС потерпел поражение во время Декемвриана.
Коммунистическая партия Греции бойкотировала выборы и референдум и вместо этого начала гражданскую войну. Она предотвратила голосование на контролируемых ею территориях. В такой ситуации король Георг II, а после его смерти в апреле 1947 года его брат Павел I символизировали единство антикоммунистических сил, что отчасти объясняет процент голосов, поданных в его пользу. Консерваторы вместе с премьер-министром К. Цалдарисом поддержали его, тогда как центристы разделились. Центристы с недовольством относились к Георгу II, но с отвращением реагировали на методы деятельности коммунистов.
В официальном отчете союзной миссии по наблюдению за выборами в Греции [AMFOGE] признается факт фальсификации результатов голосования, несмотря на ее личную заинтересованность в легитимации выборов: «Мы не сомневаемся в том, что партия, представляющая точку зрения правительства, оказывала неправомерное влияние с целью получения голосов в поддержку возвращения короля». Однако, они утверждали, что без указанного влияния монархия все равно победила бы на выборах.

## Результаты
| Выбор                                        | Голоса    | %    |
| -------------------------------------------- | --------- | ---- |
| За                                           | 1,136,289 | 68.4 |
| Против                                       | 524,771   | 31.6 |
| Недействительных/пустых бюллетеней           | 3,860     | –    |
| Всего                                        | 1,664,920 | 100  |
| Источник: Dieter Nohlen, Philip Stöver, 2010 |           |      |